# 尼齊
51°26′11″N 24°44′42″E / 51.43639°N 24.74500°E
尼齊（烏克蘭語：Ниці），是烏克蘭的村落，位於該國西部沃倫州，由科韋利區負責管轄，始建於1537年，面積2.36平方公里，海拔高度162米，2001年人口343，人口密度每平方公里145.4人。